# كارلوس ألبرتو باينا
كارلوس ألبرتو باينا هو محامي وسياسي كولومبي، ولد في 12 نوفمبر 1967 في أرمينيا في كولومبيا. نشط حزبياً في Independent Movement of Absolute Renovation ‏. وقد انتخب عضو مجلس الشيوخ في كولومبيا ‏.